# Bulgariens geografi

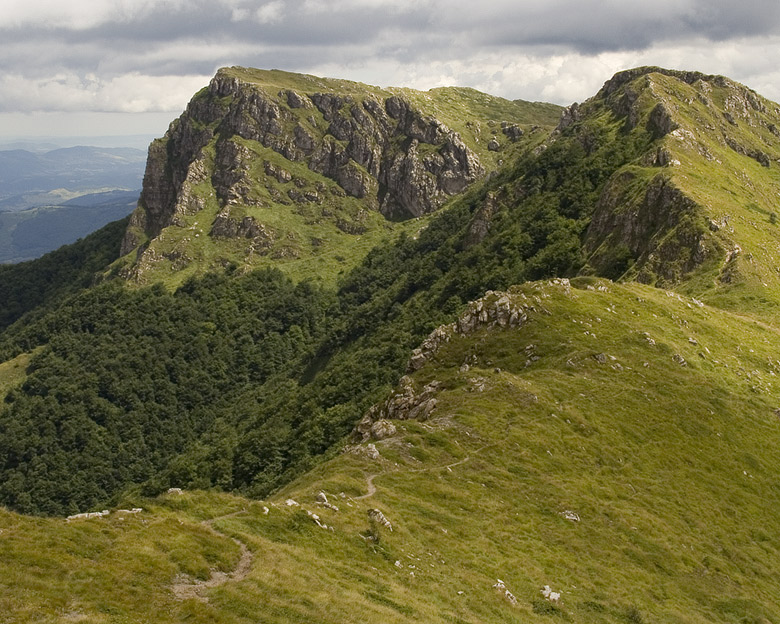
Kozya Stena-reservatet i Balkanbergen

Bulgarien är ett bergigt land. Mellan bergskedjorna breder bördiga slätter ut sig. Balkanbergen är den längsta bergskedjan. Med sina 60 mil delar den landet i två delar.
Bulgariens högsta bergstopp, Musala (2925 m ö.h.), finns i Rilabergen söder om Sofia. I Rodopibergen mot grekiska gränsen lär den sägenomspunne Orfeus ha haft sin hemvist.
Bulgarien ligger på samma breddgrad som norra Spanien och södra Frankrike. Temperaturen vid Svarta havet ligger från mitten av maj till slutet av september kring 20-30 grader i luften och 20-25 i vattnet. Någon dag emellanåt kan det komma ett uppfriskande regn, vilket bidrar till den frodiga grönskan. Svarta havet är 1 130 km långt och 611 brett. Salthalten är låg, bara 1,8 % mot Medelhavets 3,8 %.

## Topografi
Den sydvästliga delen av landet är bergig med två alpina bergskedjor, Rilabergen och Pirinbergen. Längre österut ligger den lägre men mer utbredda bergskedjan Rodopibergen. Bergskedjorna består mestadels av kristallina bergarter. Rilabergen inkluderar Balkans högsta topp, Musala som når 2 925 meters höjd. Mellan Pirinbergen och Rodopibergen flyter floden Mesta söderut mot Egeiska havet. Östra Rodopibergen är uppbruten genom Maritsas biflod Arda och dess tillflöden. Området har varit utsatt för bergveckning i sen tid, och i lägre belägna partier syns unga erosionsformer, medan högre partierna varit mer utsatta för erosion. Norr om Rilabergen, sydväst om Sofiabäckenet sträcker sig det domformade syenitkomplexet Vitosjabergen, som med toppen Tjerni når en höjd av 2 290 meter över havet.
Balkanbergen går igenom hela landet från väst till öst, norr om den välkända Rosendalen och består egentligen av flera parallella bergskedjor uppbyggda av bergarter från eocen, krita och jura. En del av floderna, främst Iskăr, har skurit djupa tvärdalar i bergskedjan, vissa upp till 1 000 meter djupa. Huvudbergskedjan, som är uppbyggd av kristallina bergarter, högsta topp är Botev, 2 376 meter över havet. Där berggrunden består av mjukare bergarter finns framerroderade pass, såsom Sjipkapasset, 1 333 meter över havet. Området söder om bergskedjan kallas Östrumelien. Genom detta område sträcker sig flera bergsstråk som Srednabergen, Sarnenabergen med flera vilka vanligen kallas Antibalkan eller Subbalkan. De är uppbyggda av kristallina genombrutna skifferbergarter, omgivna av veckade bergarter från trias och jura. De är ganska låga, Srednabergen når 1 577 meter över havet, Sarenabergen 1 127 meter över havet. Mellan Balkanbergen och Antibalkan löper den subbalkanska bäckendalen. Den är en gravsänka och sträcker sig från dalgången öster om Sofia till floden Tundzjas krök mot öster norr om staden Jambol. Sofiabäckenet är uppfyllt av neogena sediment och har åtminstone tidvis utgjort en sötvattensjö. Öster därom ligger Plovdivbäckenet, ett av Bulgariens fruktbaraste områden. Bäckenet var under miocen en insjö. Högre partier bär även spår av den kvartära nedisningen, då glaciärerna i Iskărs flodbäcken nådde ned till en höjd på 1 100 meter över havet.
Norr om Balkanbergen fram till Donau utsträcker sig det Nordbulgariska platålandet. Det är uppbyggt av kritkalksten och tertiära bergarter men täcks av lössjord i på sina ställen upp till 200 meter tjocka avlagringar. Vid Donau skärs platån skarpt av i höga erosionsbranter, men i söder övergår den utan någon skarp gräns i Balkanbergens förberg. Platån är även genomskuren av meandrande floddalar kring Donaus bifloder.
I sydöst, öst vid Svarta havet samt norr vid floden Donau finns kuperad slättmark. Andra större floder är Struma i söder.
- Berg: Rodopibergen, Pirinbergen, Rilabergen, Balkanbergen (Stara Planina).
- Floder: Maritsa, Iskăr, Jantra, Mesta, Struma, Tundzja.
- Annat: Burgasbukten, Sjipkapasset.

## Klimat
Bulgarien har i sina norra och nordvästra delar ett inlandsklimat, medan klimatet i sydöst är av medelhavstyp, och i bergsområdena av övergångstyp. Medeltemperaturen är -1 °C på vintern och 21 °C på sommaren, med några graders variation.
Nederbörden håller sig mellan 530 och 685 millimeter per år, utom i bergsområdena där det faller omkring 1 200 millimeter. Den har sommarmaximum i norra delen och vintermaximum i söder. Snö faller mest i bergstrakterna, men även låglandsområdena i norr kan under några veckor ha snötäcke.

## Växt- och djurliv

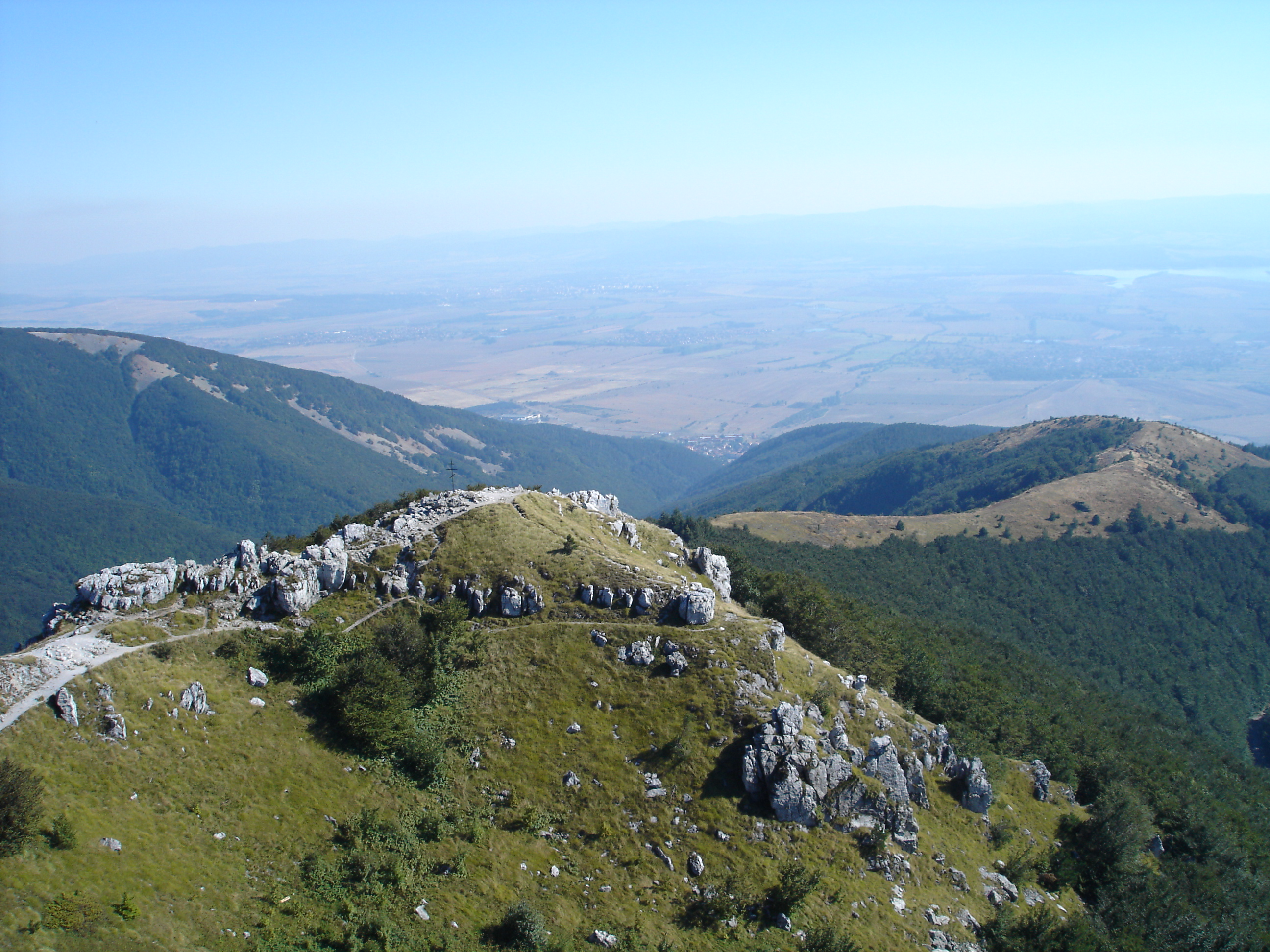
Utsikt över Sjipkapasset

Flera olika biogeografiska provinser möts i Bulgarien, det innebär att både flora och fauna är förhållandevis artrika. Landet hyser även ett flertal endemiska arter.
Mycket av den ursprungliga vegetationen är ödelagd. I dag är en tredjedel av landet skogklädd, varav nästan en tredjedel utgörs av sentida planteringar. Stora områden, som ursprungligen hyste sommargröna lövskogar, har numera ersatts av buskmarker, så kallade sjibljak, med bland annat hassel, ullek, berberis, judasträd och syren. På Balkanbergens (Stara planina) lägre delar samt i hela norra och västra Bulgarien är floran av centraleuropeisk typ. Skogarna domineras av ekar (ungersk, turkisk, skogs- och bergek) och avenbok, med inslag av bok och lönnar. På högre nivåer dominerar bokskog, på vissa ställen finns även barrskog med silvergran, gran, tall och makedonisk tall. Rodopibergens lägre delar är bevuxna med lövskog av bok, avenbokarter, ekarter, europeisk humlebok och mannaask. På högre höjd ersätts dessa av barrskog med svarttall, tall och silvergran. I nordöstra Bulgarien är vegetationen ursprungligen stäppartad med gräs och ettåriga örter, men området är numera till stora delar uppodlat. I sydöst består skogarna av flera ekarter och orientalisk bok.
Däggdjursfaunan i skogs- och bergsområdena är typiskt centraleuropeisk med dovhjort, rådjur, vildsvin, vildkatt, gems, brunbjörn och varg. På stäppområdena i nordöst finns sisel, hamster, stäpp- och tigeriller. I landets södra delar finns också guldschakal. Gott och väl 350 fågelarter har påträffats, varav 240 är regelbundna häckare. Häribland finns många rovfågelarter, samtliga europeiska hackspettarter, vit resp. svart stork, härfågel och biätare. Bland kräldjuren kan särskilt nämnas kärrsköldpadda, smaragdödla, taurisk murödla (Podarcis taurica) och eskulapsnok.

## Städer
Se även Lista över städer i Bulgarien
| Plats | Stad    | Population | Plats | Stad         | Population |
| ----- | ------- | ---------- | ----- | ------------ | ---------- |
| 1.    | Sofia   | 1 393 565  | 6.    | Stara Zagora | 152 619    |
| 2.    | Plovdiv | 376 501    | 7.    | Pleven       | 122 989    |
| 3.    | Varna   | 349 416    | 8.    | Sliven       | 104 304    |
| 4.    | Burgas  | 203 797    | 9.    | Dobritj      | 103 309    |
| 5.    | Ruse    | 167 715    | 10.   | Sjumen       | 103 016    |

- Sofia med strax under en och en halv miljon invånare är Bulgariens huvudstad sedan 1878. Staden ligger vid Vitosjabergen i landets västra del, 555 meter över havet. Det är Europas näst äldsta huvudstad efter Aten och har tidigare hetat Triaditsa och Sredets. Det nuvarande namnet kommer av kejsar Justinianus I dotter Sofia som blev frisk av källvattnet. Det sägs även att staden fick sitt namn av Sofiakyrkan som är en av de äldsta kyrkorna i staden (och på hela Balkan). Sofia har många kyrkor och museer; det mest imponerande är kanske Alexander Nevskij-katedralen.

- Landets näst största stad Plovdiv ligger bara 15 mil sydost om Sofia vid Maritsafloden. På 1870-talet var staden större än Sofia men i dag finns där bara strax under 380 000 invånare. Den mest imponerande sevärdheten är kanske den gamla amfiteatern, som delvis förstördes av Attila på 400-talet.

- Varna med 350 000 invånare ligger i norr vid Svarta havets kust. Staden grundades som den grekiska kolonin Odessus 580 före vår tideräkning. I dag har hamnen och de närbelägna turistorterna stor betydelse för ekonomin.

- Burgas, med cirka 210 000 invånare, ligger längre söderut vid kusten och är bland annat en viktig fiskehamn. Söder om staden ligger viktig petrokemisk industri.